# Key to My Life: Collection
Albums de Boyzone
Ballads - The Love Song Collection
(2003) Back Again... No Matter What
(2008)
Key To My Life: Collection est la quatrième compilation du boys-band irlandais Boyzone. Elle contient des titres enregistrés entre 1994 et 1999 et contient une version plus longue de "This Is Where I Belong" et une version abrégée de "So Good".

## Liste des titres
1. Key to My Life - 3:44
2. Will Be Yours - 3:37
3. Love Me for a Reason - 3:38
4. One Kiss at a Time - 4:05
5. This Is Where I Belong - 5:25
6. No Matter What - 4:33
7. I'm Learning - 3:41
8. So Good - 3:02
9. Can't Stop Me - 3:03
10. Believe in Me - 3:44
11. While the World Is Going Crazy - 5:09
12. When The Going Gets Tough - 3:36
13. When All Is Said & Done - 3:04
14. You Needed Me - 3:30

## Crédits
- Boyzone – Voix
- Mike Mangini – Guitare, producteur des disques
- James McNally – Accordéon, sifflet
- Ann Morfee – Violon
- Steve Morris – Violon
- Tessa Niles – Voix de fond
- Graeme Perkins – Organisateur
- Carl Sturken - Compositeur
- David Krueger - Compositeur
- Ronan Keating - Compositeur
- Audrey Riley – Violoncelle
- Trevor Steel – Programmeur, producteur
- Miriam Stockley – Voix de fond
- Carl Sturken – Arrangeur, producteur
- Philip Todd – Saxophone
- Martin Brannigan - Compositeur
- Peter John Vettese – Clavier
- Warren Wiebe – Voix de fond
- Stephen Gately - Compositeur
- Gavyn Wright – Directeur des cordes
- Nigel Wright – Clavier, producteur
- Shane Lynch - Compositeur
- Per Magnusson - Compositeur
- Guy Baker – Trompette
- Gillian Kent – Violon
- Michael Hart Thompson – Guitare
- Andy Caine – Voix de fond
- Wade Jr. Brown - Compositeur
- Jim Steinman - Compositeur
- Clare Thompson – Violon
- John Matthews – Voix de fond
- Andy Earl – Photographie
- Alex Black – Assistant de l'ingénieur du son
- Tim Willis – Ingénieur assistant
- Ben Allen – Guitare
- John R. Angier – Clavier
- Emma Black – Violoncelle
- Deborah Widdup – Violon
- Nastee – Disc Jockey
- Randy Goodrum - Compositeur
- Billy Ocean - Compositeur
- Anna Hemery – Violon
- Wayne Hector – Voix de fond
- Yvonne John Lewis – Voix de fond
- Absolute – Producteur
- Richard George – Violon
- Mikey Graham - Compositeur
- Skoti-Alain Elliot – Basse, programmeur, ingénieur de piste
- Laura Melhuish – Violon
- Orla Quirke – Design
- Jim Steinman – Producteur, producteur exécutif
- Tracie Ackerman – Voix de fond
- Nick Cooper – Violoncelle
- Ian Curnow – Producteur
- Evan Rogers - Compositeur
- Danny G. – Clavier
- Andy Duncan – Batterie
- Simon Franglen – Clavier, ingénieur, programmeur
- Johnny Bristol - Compositeur
- Scott Gordon – Ingénieur des voix
- Steve Lipson – Basse, producteur, mandoline
- Keith Duffy - Compositeur